# Бије (Златна обала)
Бије (фр. Billey) насеље је и општина у источном делу централне Француске у региону Бургоња, у департману Златна обала која припада префектури Дижон.
По подацима из 2011. године у општини је живело 232 становника, а густина насељености је износила 60,57 становника/km². Општина се простире на површини од 3,83 km². Налази се на средњој надморској висини од 186 метара (максималној 209 m, а минималној 184 m).

## Демографија
| 1962. | 1968. | 1975. | 1982. | 1990. | 1999. | 2011. |
| ----- | ----- | ----- | ----- | ----- | ----- | ----- |
| 84    | 123   | 125   | 157   | 232   | 205   | 232   |

График промене броја становника у току последњих година